# Parco nazionale di Nahuelbuta
Il parco nazionale di Nahuelbuta è una delle poche aree protette della regione di Araucanía (Cile). È situato lungo la catena costiera del Paese, nel punto più elevato della Cordigliera di Nahuelbuta. Istituito nel 1939, comprende 6832 ha di territorio situati ad appena 162 km a nord-est di Temuco. Nahuelbuta (dal termine mapuche che significa «grande giaguaro») costituisce un santuario per gli alberi di Araucaria araucana, alcuni dei quali vecchi 2000 anni. Sebbene questo sia l'unico albero che si possa trovare nelle zone più elevate del parco, l'area protetta ospita anche faggi australi, come il coigüe (Nothofagus nitida), il ñirre (Nothofagus antarctica) e il lenga (Nothofagus pumilio), querce, orchidee e piante carnivore.
Il parco è attraversato da 30 strade e 15 sentieri che possono essere percorsi in auto o a piedi. Un centro di informazioni e un'area attrezzata per il campeggio sono situati a Pehuenco, da dove ha inizio il sentiero maggiormente percorso. Seguendolo, dopo poco più di 4 km si giunge al monte  Piedra del Águila (1379 m). Dalla sommità del monte si ha una splendida vista delle meraviglie naturali del parco, con l'immensità dell'Oceano Pacifico a ovest e la catena di vulcani delle Ande a est.

## Fauna
Il parco ospita puma, pudú, volpi di Darwin e, tra gli uccelli, picchi di Magellano, tapaculo di Magellano e tapaculo di Chucao.